# 조동길
조동길(趙東吉, 1955년 11월 30일~)은 대한민국의 기업인으로, 한솔그룹 회장이다.

## 생애
1955년 서울특별시에서 조운해 고려병원장과 이병철 삼성그룹 창업주의 장녀 이인희 사이의 3남 2녀 중 셋째 아들로 태어났다. 세인트 폴 고등학교를 졸업한 뒤 연세대학교에서 경제학 학사를 취득했다. 2002년 한솔그룹 회장이 되었다.